# 1585
1585 (MDLXXXV) a fost un an comun al calendarului gregorian, care a început într-o zi de marți.

## Evenimente
- Se sfârșește domnia lui Petru Cercel în Țara Românească (1583-1585).
- Spaniolii capturează orașul Antwerp (Belgia).

## Nașteri
- 5 martie: Johann Georg I, elector de Saxonia (d. 1656)
- 9 septembrie: Richelieu (n. Armand-Jean du Plessis), prim-ministru al Franței (d. 1642)

## Decese
- 1 octombrie: Anna a Danemarcei, 52 ani, electoare a Saxoniei (n. 1532)